# Lądowisko Grodzisk Mazowiecki-Szpital Zachodni
Lądowisko Grodzisk Mazowiecki-Szpital Zachodni – lądowisko sanitarne w Grodzisku Mazowieckim, w województwie mazowieckim, położone przy ul. Dalekiej 11. Przeznaczone jest do wykonywania startów i lądowań śmigłowców sanitarnych i ratowniczych w dzień i w nocy o dopuszczalnej masie startowej do 5700 kg. 
Zarządzającym lądowiskiem jest Samodzielny Publiczny Specjalistyczny Szpital Zachodni im. Jana Pawła II w Grodzisku Mazowieckim. W roku 2014 zostało wpisane do ewidencji lądowisk Urzędu Lotnictwa Cywilnego pod numerem 266